# Johann Kaiser (Politiker, 1806)
Johann Kaiser (* 1806; † 1. Oktober 1861 in Dresden) war ein sächsischer Jurist und Politiker.

## Leben
Kaiser, zu dem Zeitpunkt als Advokat in Hartenstein ansässig, trat am 12. Januar 1844 das Amt des Bürgermeisters von Zwönitz an. Während der Revolutionen 1848/1849 vertrat er auf dem Landtag 1848 den 13. städtischen Wahlbezirk in der II. Kammer und danach auf dem Landtag 1849 den 49., 53. und 54. Wahlbezirk in der I. Kammer des Sächsischen Landtags. Er galt als „gemäßigter Linker“, aber auch als „demokratischer Hauptagent“. Kaiser beteiligte sich als Kommandant einer Freiberger Kommunalgarde am 4. Mai 1849 am Dresdner Maiaufstand. Beim Rückzug aus Dresden befehligte er eine Nachhut. Anschließend wurde er inhaftiert und in der Amtsfronfeste Dresden festgesetzt. Gegen ihn wurden Untersuchungen wegen hochverräterischer Unternehmungen eingeleitet. Seine Suspendierung vom Amt des Bürgermeisters erfolgte am 20. September und am 7. Dezember 1849 wurde der Ratsaktuar Carl Zeidler aus Lößnitz zu seinem Nachfolger gewählt. Kaiser erhielt eine Verurteilung, lebenslänglich im Zuchthaus einsitzen zu müssen. Nach mehreren Gnadengesuchen wurde er am 23. Dezember 1852 aus der Haft entlassen. Er lebte anschließend zurückgezogen bei Dresden und beabsichtigte laut einem Polizeibericht nach Amerika auszuwandern. Im Landtagsprotokoll des Landtags 1850/51 – auf dem die Mandate des Landtags von 1848 restituiert wurden – ist euphemistisch vermerkt, dass er den Wahlbezirk verlassen und dadurch die Wählbarkeit eingebüßt hätte. Er blieb letztendlich in Dresden, wo er im Alter von 55 Jahren 1861 als „vormaliger Bürgermeister und Advocat“ starb und auf dem Neustädter Friedhof beigesetzt wurde.